# Párizs kronológiája
Ez a lap a francia főváros, Párizs történetét mutatja be, kronológiai sorrendben.

## Kronológiai idővonal

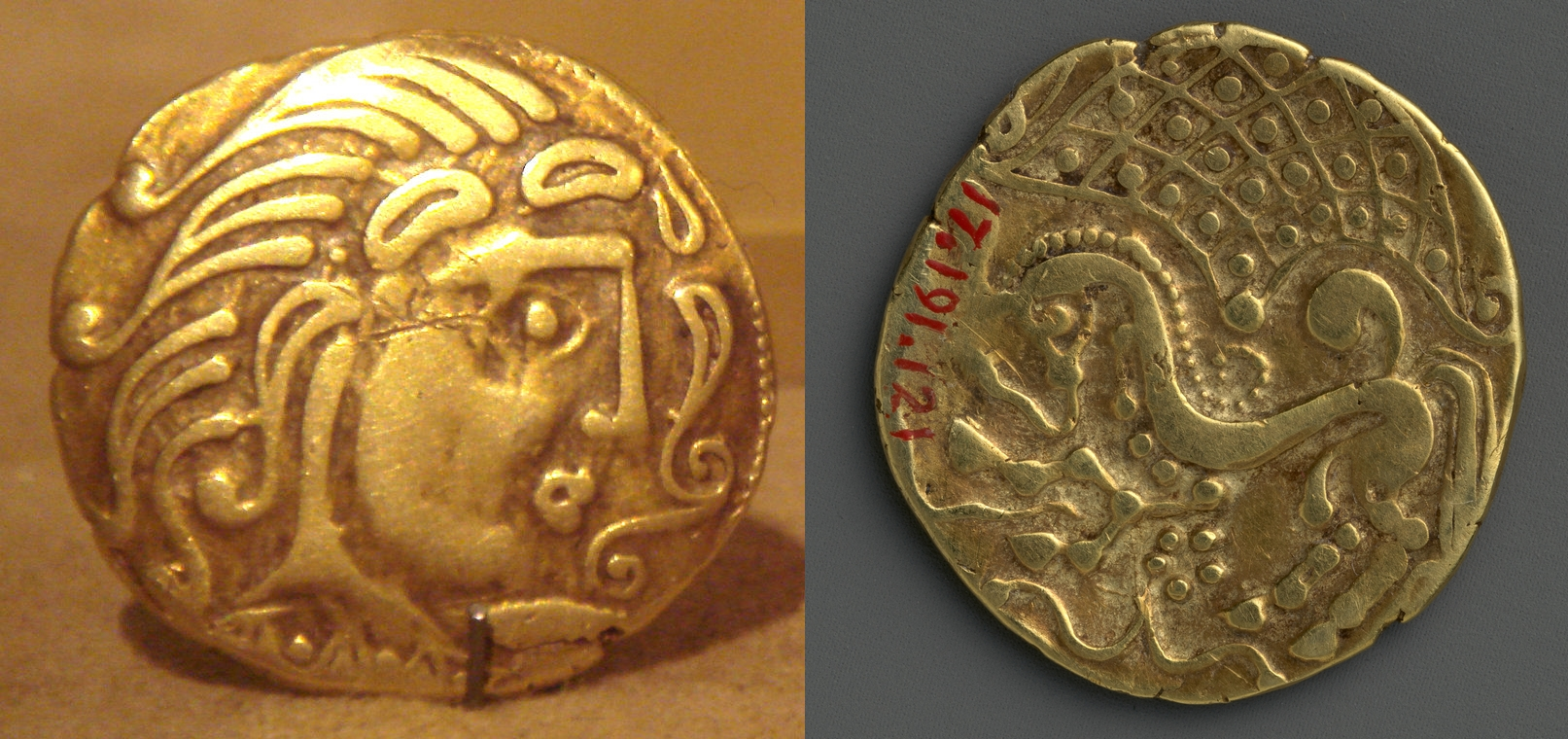
A parisii törzs által használt érmék (Metropolitan Művészeti Múzeum)

Párizs 1576-ban

A Bastille ostroma

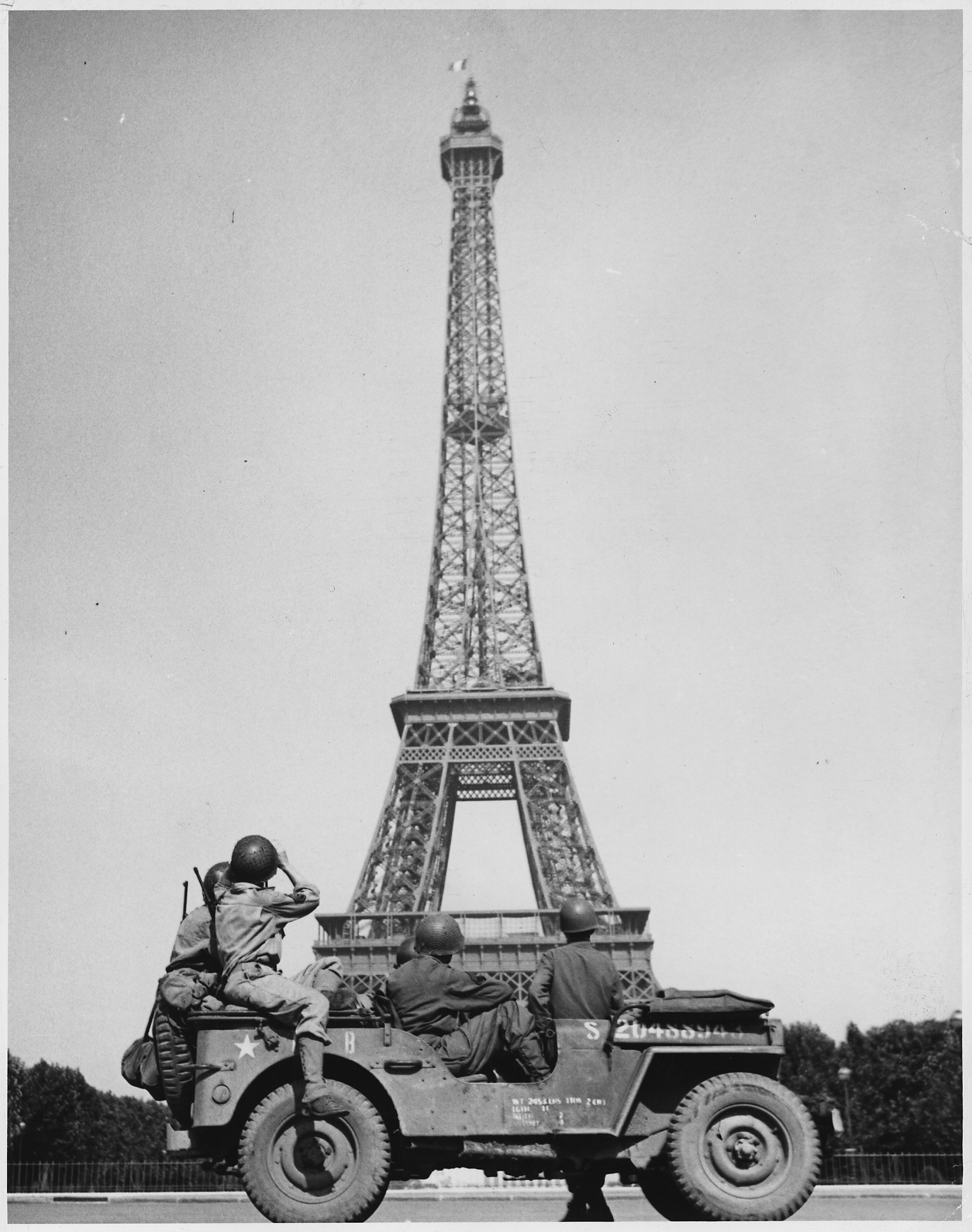
Szövetséges katonák 1944-ben az Eiffel-torony előtt

| Év         | Esemény |
| ---------- | --- |
| I. e. 4200 | 1991-es leletek erre az időre teszik a legkorábbi állandó emberi létre utaló nyomokat. |
| Őskor      | Ekkor egy a kelta szenonok egy ága, a parisii uralta a területet, egészen addig, míg Julius Caesar seregei el nem foglalták azt (a városról szinte semmit nem tudunk, alapítása talán i. e. 250 és i. e. 200 közé tehető). |
| I. e. 52   | Labienus gall helytartó elfoglalja a várost, és a Lutetia nevet adja neki (gallul: Lutèce). |
| 4.sz       | A város felveszi ma is használatos nevét, az egykor itt élő törzsről (többes számban: Parisii). |
| 508        | I. Klodvig frank király a rómaiak felett aratott győzelme után ide helyezi birodalma központját. |
| 1163       | A Notre Dame székesegyház építésének kezdete. |
| 1257       | A Sorbonne egyetem megalakulása (ami az egyik legrégebbi egyeteme Európának). |
| 1682       | XIV. Lajos, a „Napkirály” a versailles-i kastélyba helyezi a királyi székhelyet, és átalakíttatja a Louvre-t. |
| 1789       | Július 14-én a Bastille ostromával megkezdődik a francia forradalom. |
| 1814       | Március 31-én a Hatodik koalíció I. Sándor orosz cár és Gebhard Leberecht von Blücher vezetésével bevonulnak Párizsba, és lemondásra kényszerítik Napóleon császárt.                                                       |
| 1815       | Párizst ismét elfoglalják, ám ezúttal a hetedik koalíció, miután Napóleon visszatért a „száznapos uralom” idejére. |
| 1840       | Napóleon császár maradványait örök nyugalomra helyezik az Invalidusok dómjában. |
| 1853       | Georges Eugène Haussmann (Haussmann báró) megkezdi Párizs központjának újjáépítését. |
| 1855       | Exposition Universelle Világkiállítás. |
| 1867       | Exposition Universelle Világkiállítás. |
| 1870       | Megkötik a porosz–francia háborút lezáró békét. |
| 1871       | A Párizsi Kommün kilencvenegy napon keresztül védi Párizst a poroszokkal szemben. |
| 1878       | Exposition Universelle Világkiállítás. |
| 1889       | Exposition Universelle Világkiállítás (megépítik az Eiffel-tornyot). |
| 1900       | Universelle et Internationale Világkiállítás (megnyílik a Párizsi metró). |
| 1910       | Óriási árvíz pusztít a városban. |
| 1925       | Exposition Internationale des Arts Décoratifs et Industriels Modernes Világkiállítás. |
| 1931       | French Colonial Világkiállítás. |
| 1940       | Június 13-án Párizst megszállja a Náci Németország. |
| 1944       | Augusztus 24-én a szövetségesek felszabadítják a várost. |
| 1968       | Diákok és munkások tüntetnek a városban, fenyegetve ezzel Charles de Gaulle kormányát. |
| 1999       | Megnyílik a Francia Nemzeti Könyvtár, a Bibliothèque nationale de France. |

## Térképek

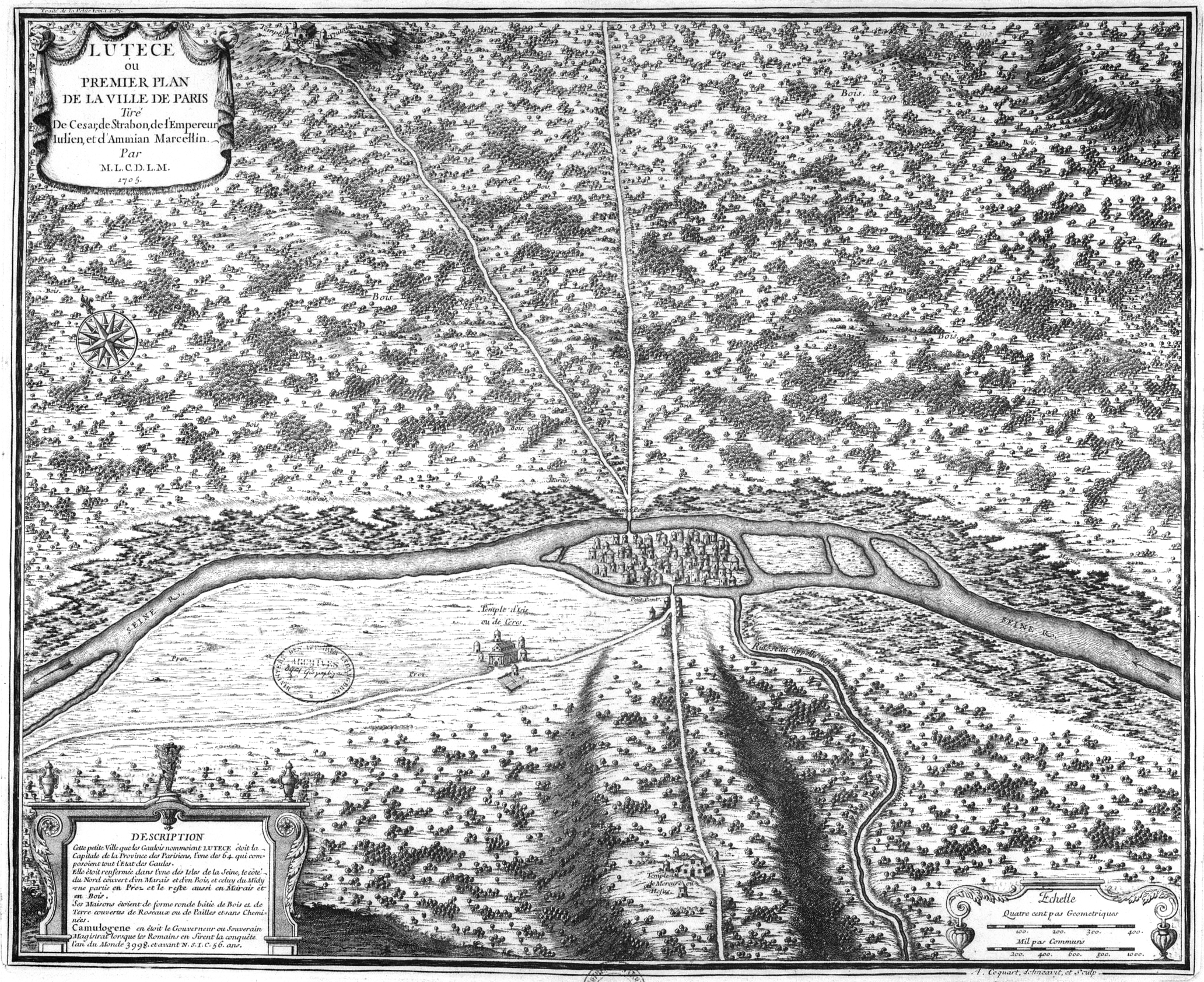
A település a római korban
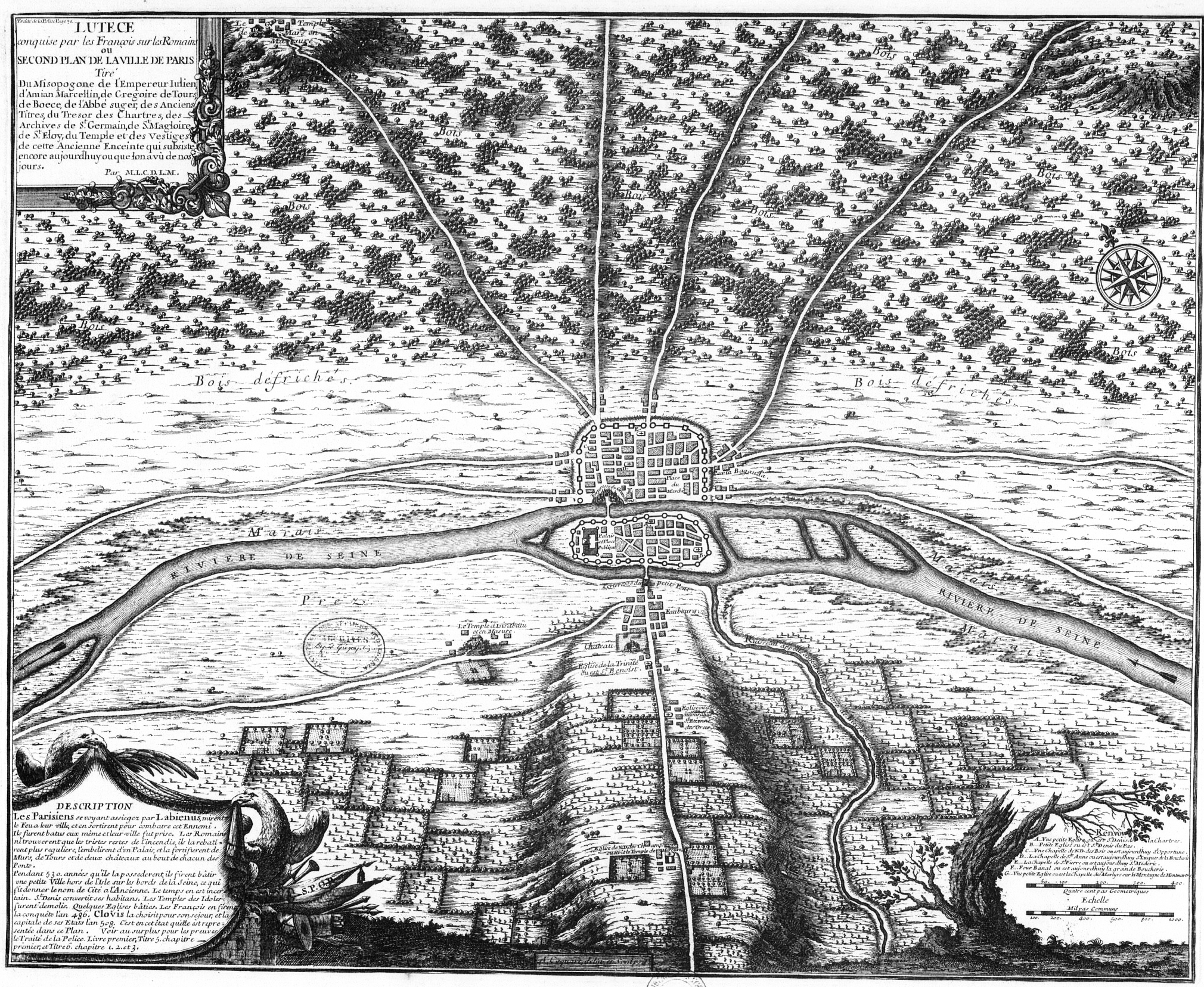
508 körül
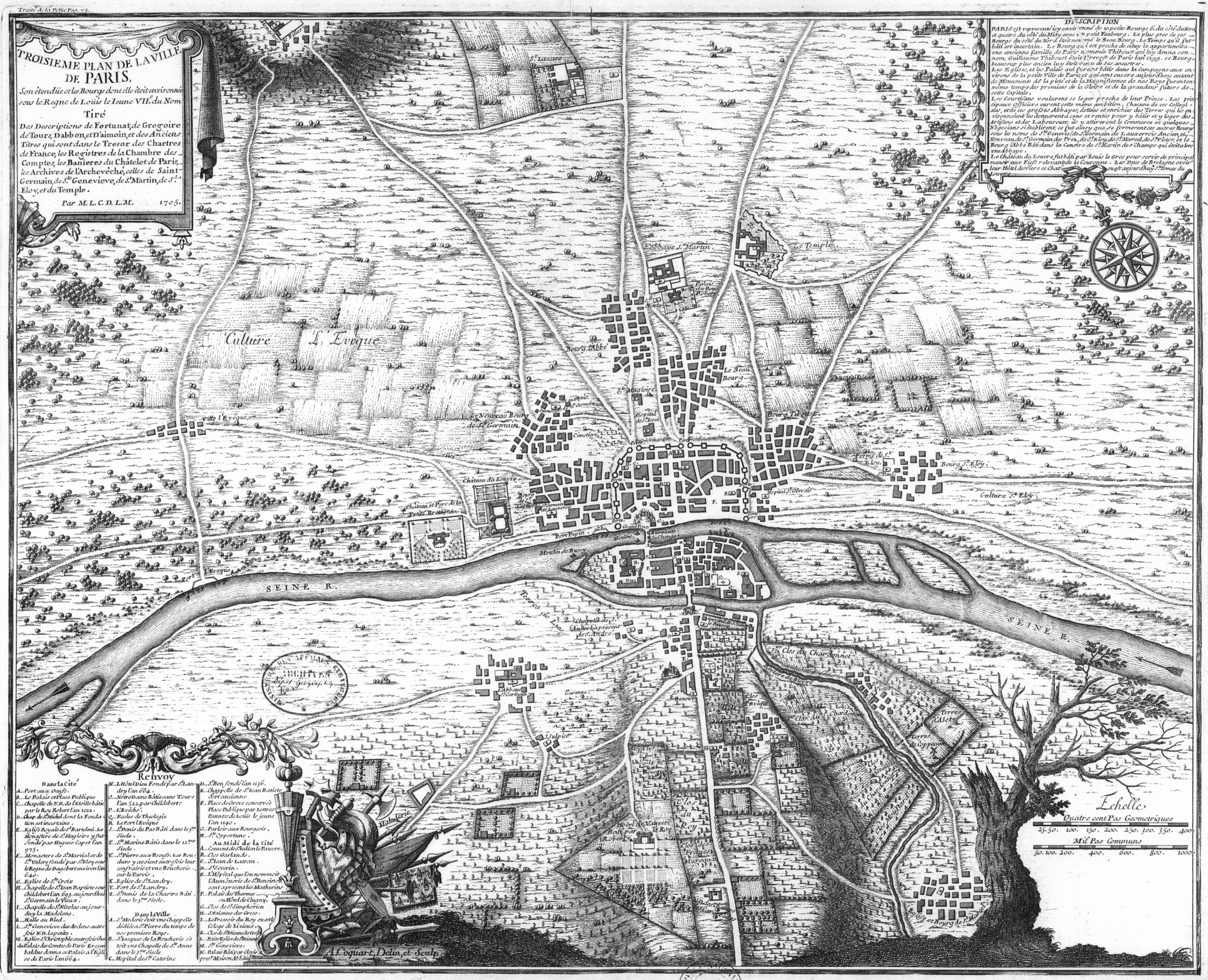
1180
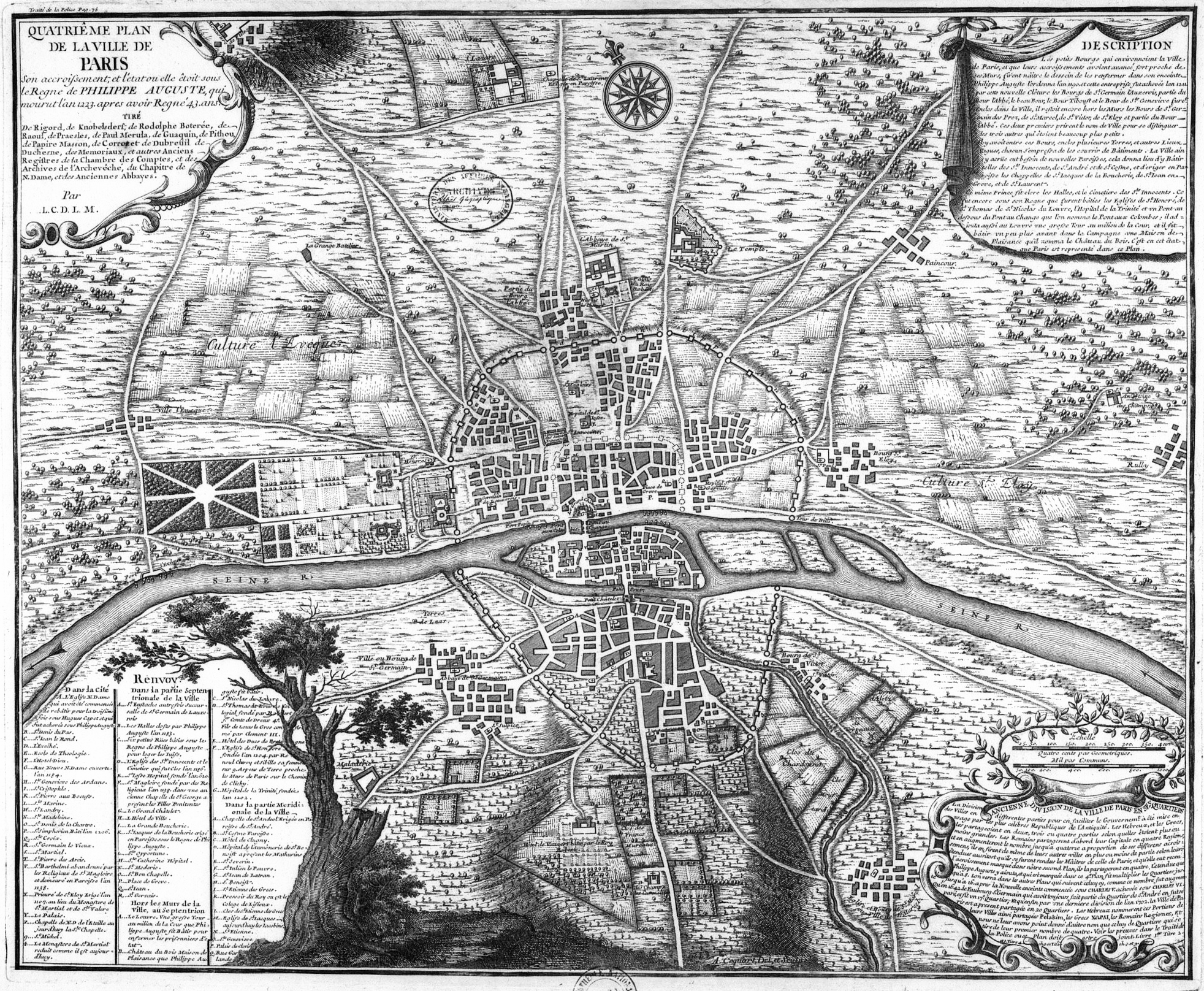
1223
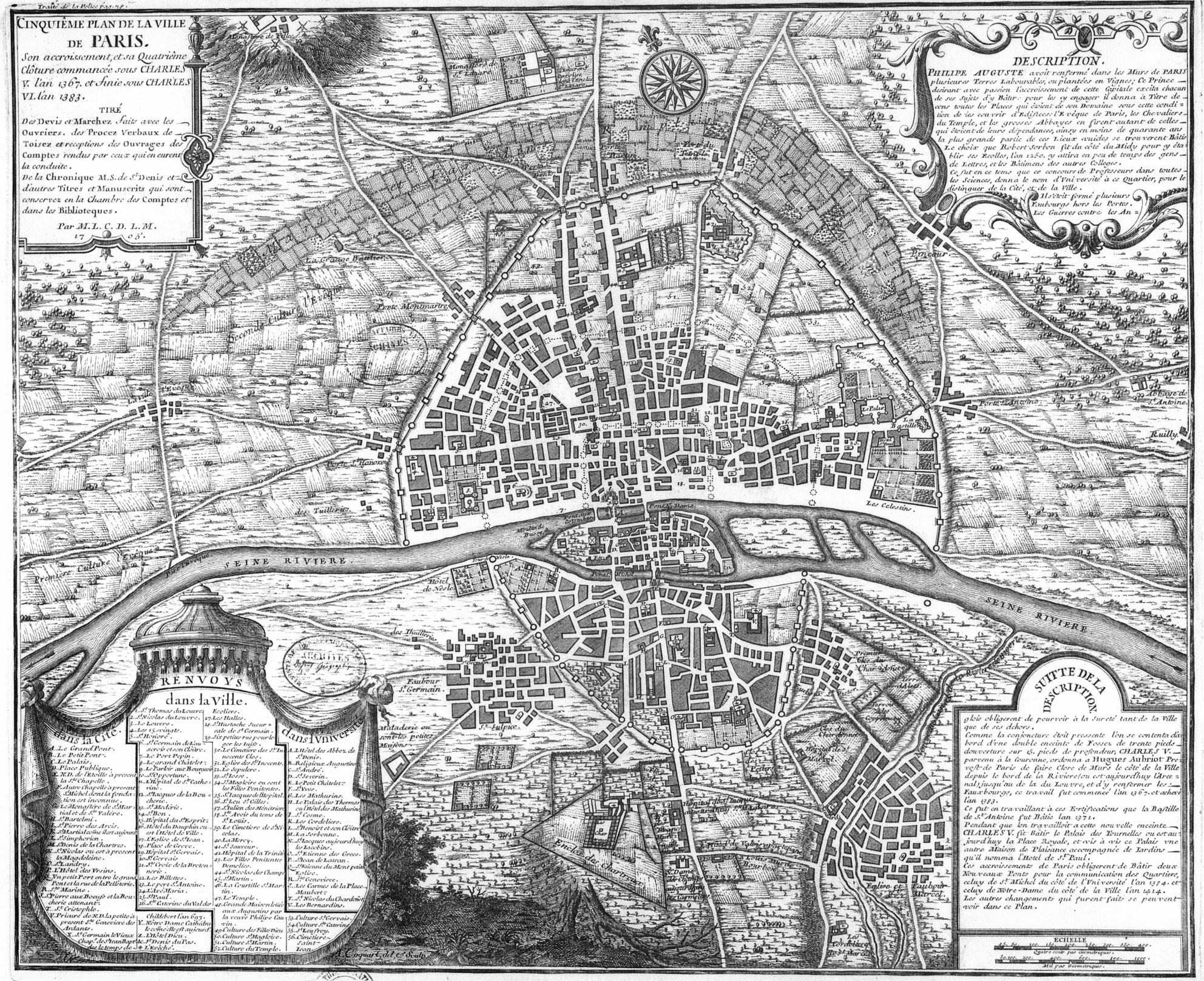
1383
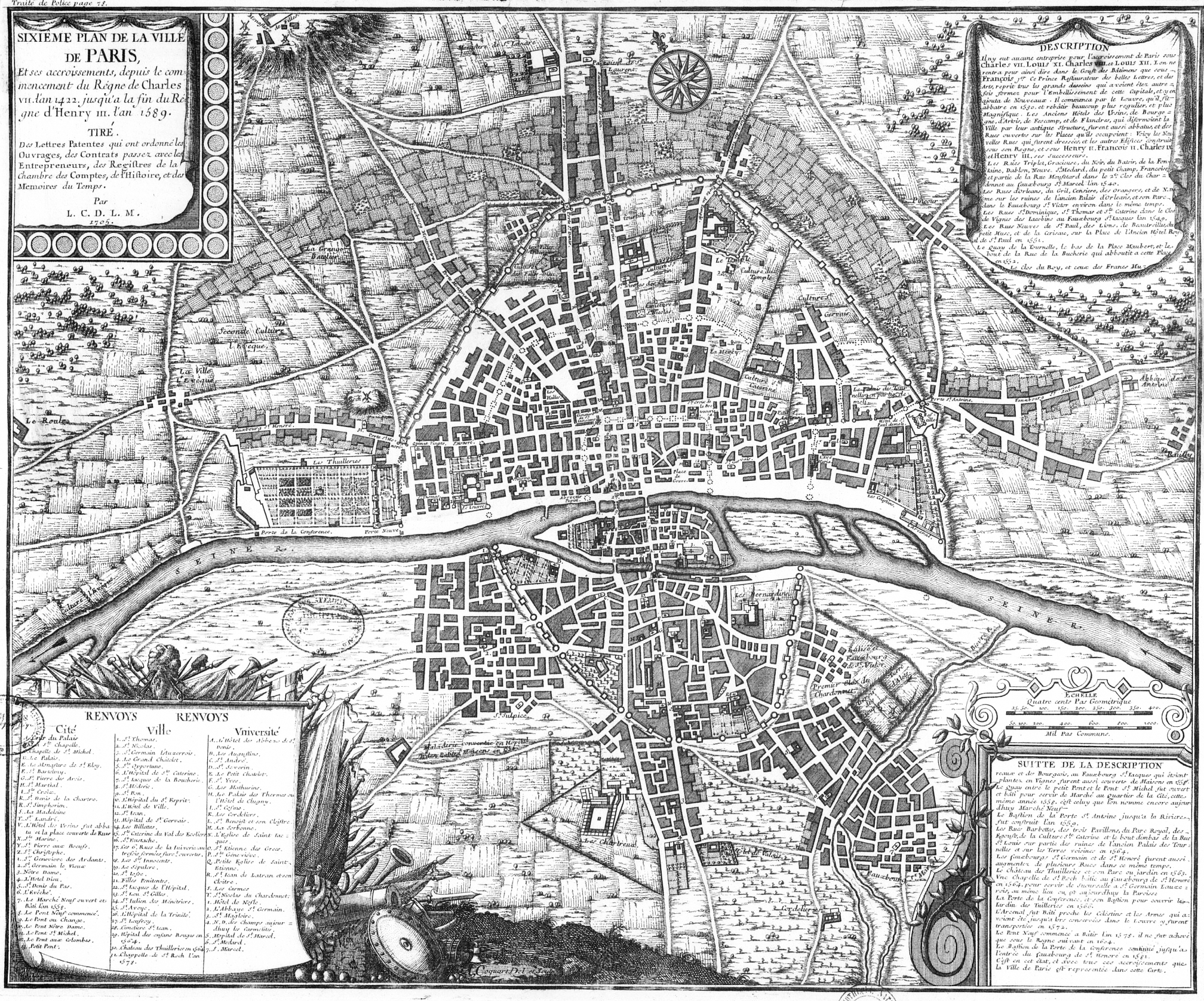
1589
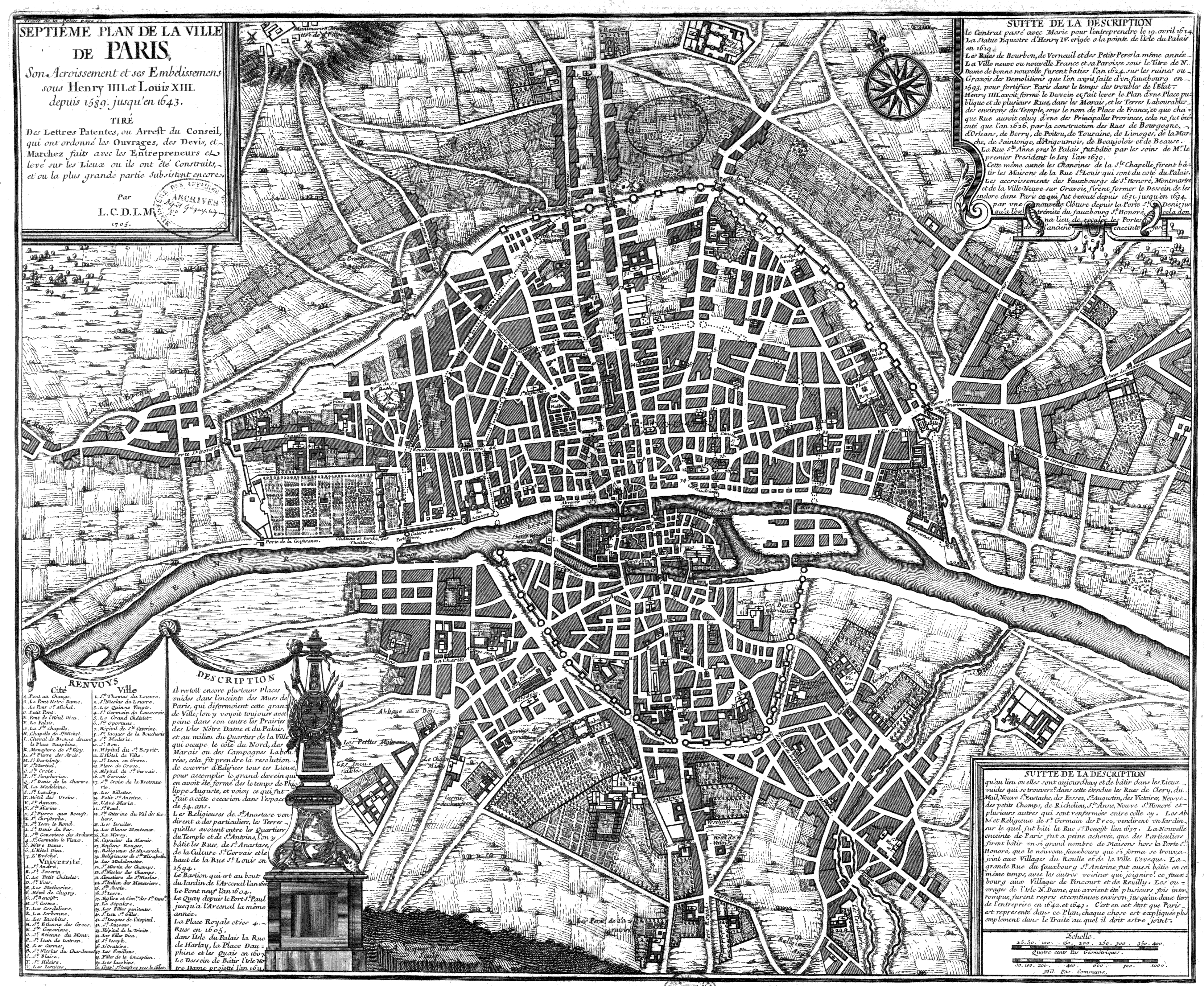
1643
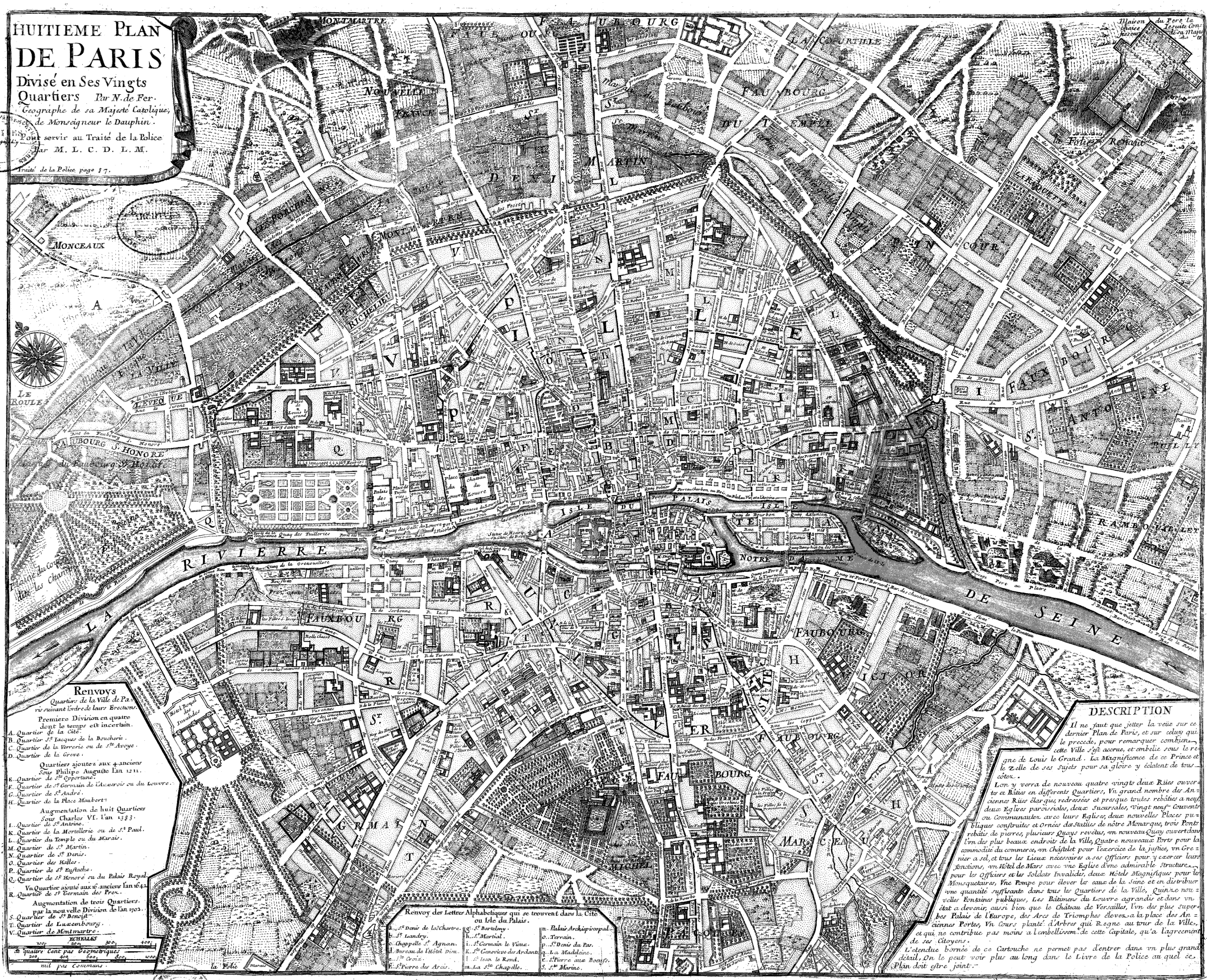
1705

## Fordítás
Ez a szócikk részben vagy egészben  a   Timeline of Paris című angol Wikipédia-szócikk fordításán alapul.  Az eredeti cikk szerkesztőit annak laptörténete sorolja fel. Ez a jelzés csupán a megfogalmazás eredetét és a szerzői jogokat jelzi, nem szolgál a cikkben szereplő információk forrásmegjelöléseként.